# Добромыслова, Анастасия Петровна
Анастаси́я Петро́вна Добромы́слова (26 сентября 1984, Калинин) — российская дартсменка, Заслуженный мастер спорта России (2013), в сборной России с 1999 года.
Чемпионка мира 2008, 2012 и 2013 годов, чемпионка мира в парном разряде 2007 года,  обладательница Кубка Европы среди юниоров 1999 года. Неоднократная победительница серий международных турниров, среди которых победа на открытом чемпионате Голландии, открытом чемпионате Бельгии, открытом чемпионате Шотландии. В российском дартсе является самым титулованным игроком: в её активе 25 золотых медалей чемпионата России в различных дисциплинах.

## Биография
Родилась в Калинине (ныне Тверь). В 11 лет девочку заметил Евгений Ермаков, который предложил ей заняться дартсом. Добромыслова занималась в секции два года, а после смерти тренера перешла к его дочери Елене Шамаевой.
Первый успех пришёл спустя четыре месяца тренировок: Добромыслова выиграла открытый чемпионат Твери. В 14 лет стала двукратной чемпионкой России, победив в личном и командном зачётах (вместе с Марией Фадеевой). С 1999 по 2005 годы была бессменной чемпионкой России в личном зачёте.
В 2001 году Добромыслова переезжает в Нидерланды, чтобы продолжить спортивную карьеру. Спустя несколько месяцев после переезда она выиграла World Masters Girls и WDF Europe Youth Cup. В 2007 году вместе с Ириной Армстронг выиграла парный Кубок мира WDF.
Приказом министра спорта от 2 декабря 2013 года Анастасии Петровне Мартин присвоено почётное спортивное звание заслуженный мастер спорта России.
В 2017 году выиграла второй Кубок мира WDF в паре с Мариной Кононовой.

## Личная жизнь
Замужем за британским дартсменом Тони Мартином (1981), который был участником чемпионата мира по версии BDO в 2005 году. В феврале 2017 года родился сын Джозеф, причем еще в январе Анастасия выступала на чемпионате мира, дойдя до полуфинала. Семья Добромысловой живёт в городе Элсмир-Порт, Великобритания.
Окончила Российский государственный гуманитарный университет по специальности «культурология». Поддерживает футбольный клуб «Ливерпуль», увлекается кикбоксингом.

## Достижения

### Личные
- Чемпионка мира BDO (2008, 2012, 2013)
- Чемпионка России (1999-2005, 2009, 2011, 2015)

### Американский крикет
- Чемпионка России (2000)

### Парные
- Победитель Кубка мира WDF (2007, 2017)
- Чемпионка России (2002, 2003, 2004, 2009, 2015)

### Микст
- Чемпионка России (2004, 2008)

### Командные
- Чемпионка России (1999, 2000, 2002-2005, 2008)